# Melampsora galanthi-fragilis
Melampsora galanthi-fragilis är en svampart som beskrevs av Kleb. 1901. Melampsora galanthi-fragilis ingår i släktet Melampsora och familjen Melampsoraceae.   Inga underarter finns listade i Catalogue of Life.